# Vigneto

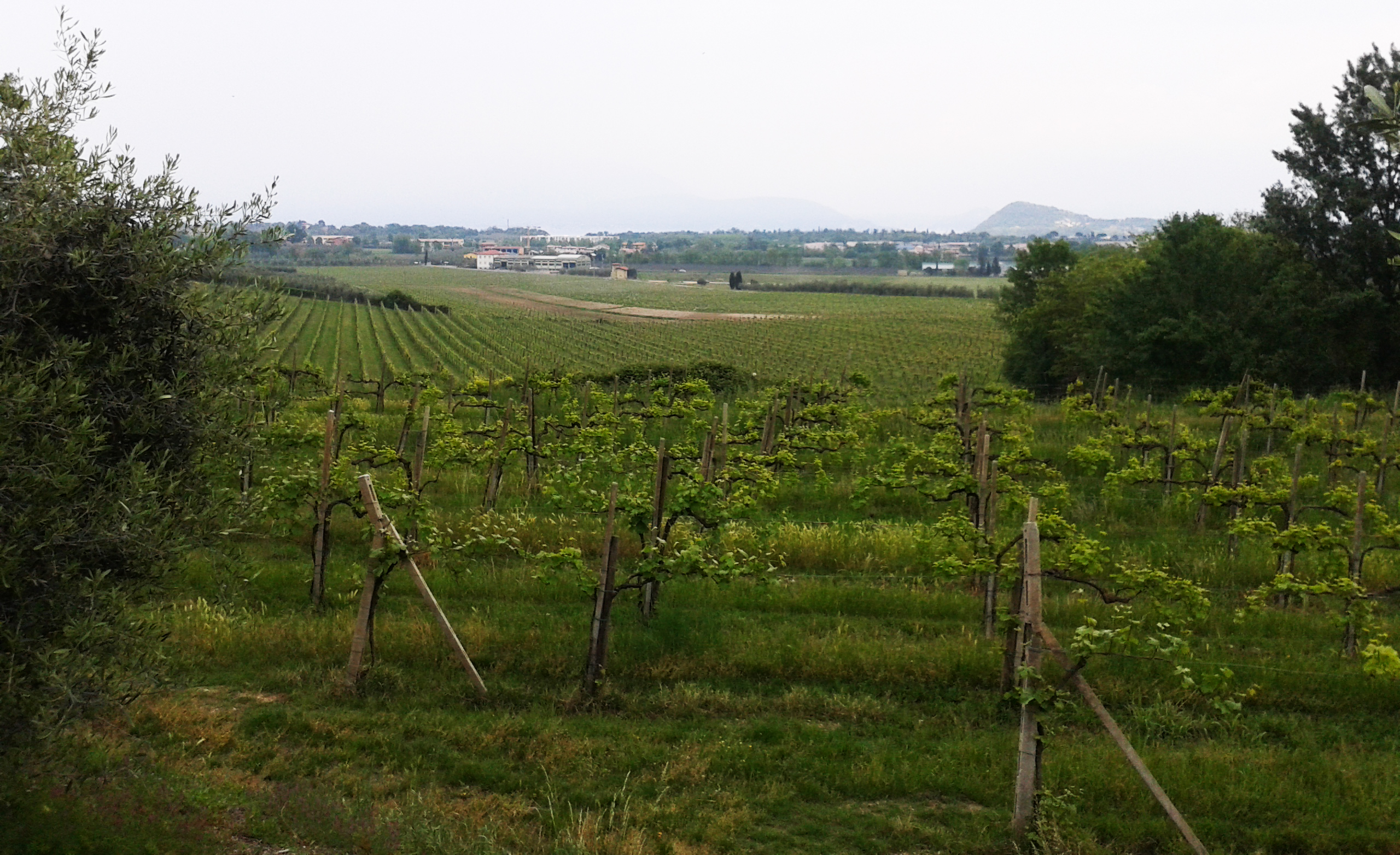
Vigneti a Picedo di Polpenazze del Garda sul Lago di Garda, per la produzione di Vino della Valtenesi

Un vigneto è un appezzamento di terreno dedicato alla monocoltura della vite.

## Dizioni
Mentre in lingua inglese (ad esempio) esiste un solo termine (vineyard) per indicare un appezzamento coltivato a vite, in italiano oltre a vigneto è molto utilizzato anche vigna. In realtà, a rigore vigneto è un termine codificato in agronomia (come aranceto, oliveto, castagneto, ecc.), che viene pertanto utilizzato nel gergo tecnico (ad esempio nelle trattazioni viti-vinicole), mentre vigna è una parola del lessico ordinario.
La parola vigneto non va confusa con vitigno (come spesso accade da parte dei mass media).

## Storia

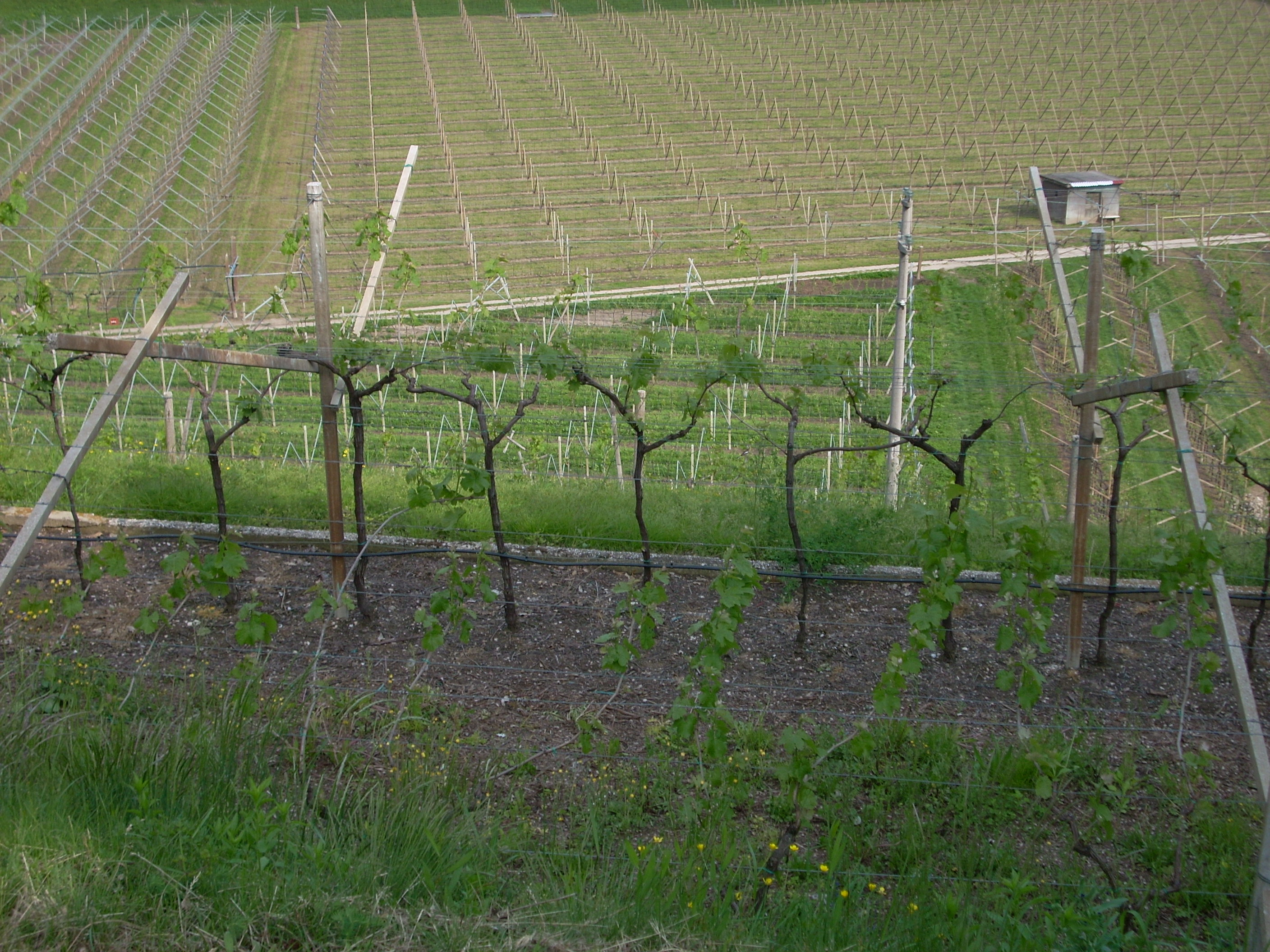
Vigneti

Secondo l'Antico Testamento (Genesi 9,20), Noè piantò un vigneto sul Monte Ararat, e con il vino prodotto si ubriacò. Quando Mosè condusse gli Ebrei a Canaan, si dice che lasciarono con rammarico i vini dell'Egitto (Numeri 20,5). Nella loro nuova terra, tuttavia, trovarono numerosi vigneti.
Durante il Medioevo la viticoltura venne portata avanti nei monasteri, che erano gli unici ad avere le risorse, la sicurezza, la stabilità e l'interesse nel migliorare la qualità dei vini nel tempo. I monaci avevano anche le conoscenze e il tempo necessario per migliorare la loro abilità come viticoltori.
I vigneti europei furono piantati con diverse varietà di Vitis vinifera, ma sul finire del XIX secolo quasi tutte le specie furono praticamente distrutte dalla Fillossera, un afide che era stato introdotto in Europa.
Poiché le specie americane di Vitis, ad eccezione di Vitis labrusca, erano tolleranti alla Fillossera, la vite europea fu salvata innestandola su selezioni di ibridi derivati da Vitis berlandieri, Vitis riparia e Vitis rupestris.

## Tipi di vigneto

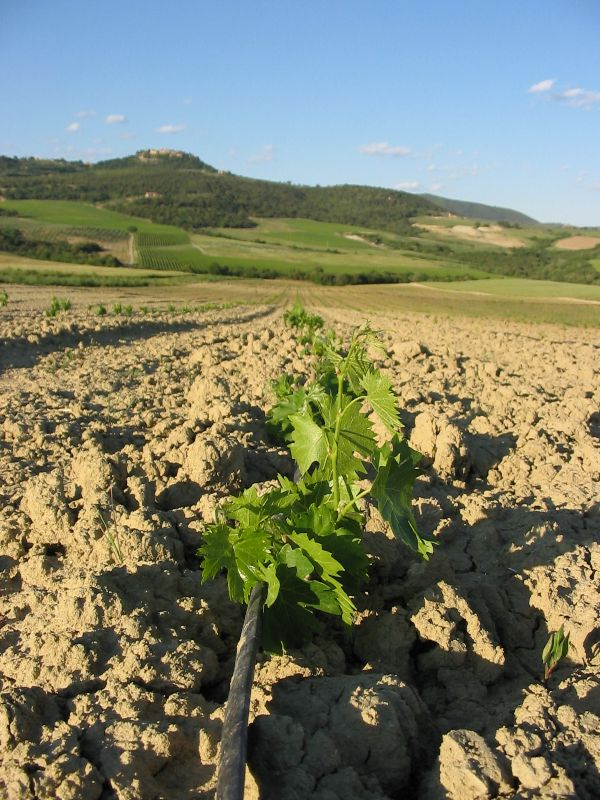
Vigneto di nuovo impianto con irrigazione a goccia attuata tramite manichette forate (Montalcino, Siena)

A seconda del sistema di allevamento della vite usato, i vigneti si dividono in
- ad alberello
- Cordone speronato
- Guyot semplice
- Doppio Guyot
- Pergola
- Tendone